# Edmonton (Kentucky)
Edmonton település az Amerikai Egyesült Államok Kentucky államában. Metcalfe megyében, melynek megyeszékhelye is. Lakosainak száma 1671 fő (2020. április 1.).

## Népesség
A település népességének változása:

| 2010 | 1 595 |
| 2020 | 1 671 |